# Hiệp khách giang hồ
Hiệp khách giang Hồ (tiếng Hàn: 열혈강호, chuyển tự latin: Yul Hyul Gang Ho, Hanja: 熱血江湖, Hán-Việt: Nhiệt huyết giang hồ, tiếng Anh: The Ruler of the Land) là bộ truyện tranh võ lâm hài hước nhiều tập của Hàn Quốc được Jeon Keuk Jin (전극진) sáng tác và Yang Jae Hyun (양재현) vẽ minh họa. Bộ truyện này phát hành lần đầu vào năm 1994 tại Hàn Quốc bởi Daiwon C.I. Truyện xuất bản lần đầu tại Việt Nam năm 1996 với tên Nhiệt huyết giang hồ, sau đó được tái bản vào năm 2004 lấy tên Hiệp khách giang hồ. Cho đến nay bộ truyện vẫn chưa được tác giả hoàn thành.

## Nhân vật

### Nhân vật chính
- Hàn Bảo Quân: Đệ tử thứ sáu của Thiên Ma Thần Quân - người đứng đầu Tà Phái. Không biết võ công, chỉ sở hữu khinh công thượng thừa và nội công thâm hậu, tuyệt kỹ Thiên Ma Thần Công học không đến nơi đến chốn, nhưng có khả năng chỉ cần nhìn người khác khai triển võ công một lần là có thể bắt chước theo được ngay. Tuy nhiên Bảo Quân lại không ưa chuyện chém giết và háo sắc, vì vậy dù có tài nhưng ban đầu anh chỉ biết bắt chước mà không biết món võ nào thực sự. Anh được Thiên Ma Thần Quân vô cùng ưu ái trao Hỏa Long Đao - bảo đao có khả năng tự phát hoả - một trong Bát Đại Kỳ Bảo trong giang hồ. Trong lúc bị người của Hắc Phong Hội bắt về Thiên Ma Cung, Hàn Bảo Quân đã gặp Đàm Hoa Liên và phải lòng Hoa Liên từ lúc đó. Anh đã thề sẽ bảo vệ, xả thân vì Hoa Liên đến cùng. Bảo Quân còn học được rất nhiều các loại võ công trong Võ Lâm, từ võ công chính phái đến tà phái và cả võ công ngoại đạo, sau này những võ công này được Bảo Quân kết hợp sử dụng rất hiệu quả. Trong người anh có mang dòng máu huyết ma và khi bị bất tỉnh có khả năng sử dụng một loại võ công bí ẩn tương tự tuyệt kỹ của Thiên Ma Thần Quân - "Thiên Ma Thoái Cốt Hấp Khí Công".
- Đàm Hoa Liên: Cháu gái Kiếm Vương Đại Nhân. Sau khi mất liên lạc với ông, Hoa Liên cùng Phục Ma Hoa Linh Kiếm đã lên đường tìm Kiếm Vương. Trong một lần gặp gỡ được Hàn Bảo Quân chú ý đến và bắt đầu nảy sinh tình cảm với anh.

### Các nhân vật khác
Bài chi tiết: Danh sách nhân vật trong Hiệp khách giang hồ

## Bát Đại Kỳ Bảo
Tất cả Bát Đại Kỳ Bảo đều có xuất xứ từ Thần Địa, sau đó lưu lạc trong giang hồ trở thành bảo vật của các bang phái. Các bang phái trong giang hồ tranh giành lẫn nhau vì sự huyền diệu và sức mạnh tuyệt đỉnh, siêu phàm của những bảo vật này.
- Hỏa Long Đao: Thanh đao mang tính hỏa, có khả năng điều khiển lửa địa ngục (Địa Ngục Hỏa Long), là tín vật của Thiên Ma Thần Quân, cùng ông chính chiến suốt 50 năm, phân tranh thiên hạ với chính phái. Thiên Ma Thần Quân vô tình phát hiện HBQ mang dòng máu của Hàn Tương Hựu, muốn đao tạo anh để chống lại THMT nên đã giao lại cho Hàn Bảo Quân. Bảo Quân sau này đã được Hỏa Long Đao chọn làm chủ nhân chính thức. Hỏa Long Đao là vũ khí đứng đầu trong Bát Đại Kỳ Bảo.
- Phục Ma Hoa Linh Kiếm: Bảo vật của Kiếm Vương lấy được sau khi Ngũ Tuyệt liên thủ đánh Kiếm Ma. Thanh kiếm chứa ma tính có khả năng điều khiển tâm trí người sử dụng, có thể trao sức mạnh cực lớn trong khoảng thời gian ngắn nhưng đồng thời cũng làm tiêu hao sinh lực người sử dụng cho đến chết. Khi đi tìm Thần Địa, Kiếm Vương đã giao lại bảo vật này cho cháu gái mình là Đàm Hoa Liên.
- Truy Hồn Ngũ Tinh Giáo: Một bộ thương bao gồm 5 chiếc, bảo vật trấn phái của Điểm Phu Phái, là vũ khí của Tử Hào (là người đánh thức dậy năng lực của Truy Hồn Ngũ Tinh Giáo). Có khả năng điều phóng thu tùy ý.
- Bá Vương Quỷ Diện Giáp: Bảo vật của Tống Võ Môn. Ngoài khả năng chống đỡ, Bá Vương Quỷ Diện Giáp có khả năng trợ giúp làm tăng lực nội công đến mức tối đa cho người mặc nó. Do cảm kích nghĩa hiệp của Hàn Bảo Quân và Đàm Hoa Liên nên bang chủ Tống Võ Môn tặng Bá Vương Quỷ Diện Giáp cho Hoa Liên và trong lúc thọ thương nhờ mặc Bá Vương Quỷ Diện Giáp mà Hoa Liên phát huy hết năng lực của nhân sâm núi Trường Bạch.  Khi Phục Ma Hoa Linh Kiếm cám dỗ Hoa Liên bằng sức mạnh, Bá Vương Quỷ Diện Giáp một lần nữa giúp đỡ Hoa Liên bằng cách biểu dương sức mạnh phát huy tối đa năng lực của Hoa Liên, giúp cô thoát khỏi cám dỗ của Phục Ma Hoa Linh Kiếm.
- Huyền Vũ Phá Thiên Cung: Bảo vật do Kiếm Vương tìm được, trong một lần tình cờ đã gặp và trao cho chủ nhân của nó là Diệu Yến. Có thể nói Huyền Vũ Phá Thiên Cung đã làm thay đổi cuộc đời của Diệu Yến.
- Quỷ Vong Kiếm: Bảo vật này do Tử Chiêu, người đứng thứ 18 trong Thần Địa sử dụng. Thanh kiếm này có một đặc điểm là phát ra âm thanh rất lớn, gây ra điếc cho đối phương và những người xung quanh, ngoài ra nó còn có khả năng phản ngược lại lực đánh của đối phương. Sau khi Tử Chiêu chết, Quỷ Vong Kiếm được Tạ Âm Mẫn mang lại về Thần Địa.
- Hàn Ngọc Thần Trượng: Bảo vật này là vật truyền đời và thờ phụng của các Sát Tinh Đông Lĩnh. Nó không phải là vũ khí gây sát thương mà tác dụng chính là chữa bệnh, phục hồi sinh lực chữa lành vết thương. Nhờ cây trượng này mà Hàn Bảo Quân thoát khỏi Huyền Âm Độc Cổ.
- Nhật nguyệt Thủy Long Luân: Bảo vật này do đệ tử thứ 2 của thiên mã tướng quân Đô Quyết Thiên nắm giữ

## Các thế lực trong giang hồ
Bài chi tiết: Danh sách các bang phái trong Hiệp khách giang hồ
- Tà phái: Đứng đầu là Thiên Ma Thần Quân và Hắc Phong Bang.
- Chính phái: Đứng đầu là Kiếm Vương Đàm Thân Du, tuy thuộc 2 thế lực đối đầu nhau nhưng mối quan hệ giữa Thiên Ma Thần Quân và Kiếm Vương rất tốt.

Thần Địa: Thế lực ngầm nằm gần địa phận Đông Lĩnh, tập trung nhiều cao thủ. Do Kiếm Ma lãnh đạo thực hiện âm mưu lật đổ cả hai phái Chính Tà để thống nhất thiên hạ.

### Các thế lực ngoài võ lâm
- Đông Lãnh: Đứng đầu là Thần Nữ - Đồng thời cũng chính là Sát Tinh của Đông Lĩnh. Đây là bộ tộc ở gần với Thần Địa. Sát Tinh được truyền từ đời này qua đời khác để bảo vệ Đông Lãnh, hiện tại Tử Hào được Thần nữ và mọi người dân Đông Lãnh coi là Sát Tinh.
- Tây Mạc Ma Tộc: Tộc ma này có một đặc điểm là nếu nhìn thấy ánh sáng, cơ thể sẽ phát tác những khả năng tiềm ẩn mà người bình thường không thể nào đạt đến. Những người đã trót sinh ra là người của bộ tộc Ma Nhân thì suốt đời phải chịu làm thân nô lệ, phải chịu sự huấn luyện cực nhọc và nhận những nhiệm vụ khó khăn nhất.
- Nam Lâm Dã Thú Tộc: Bộ tộc chuyên thuần hóa dã thú dùng để chiến đấu chủ yếu sử dụng ngoại công trong chiến đấu.
- Bắc Hải Băng Cung: Một nơi quanh năm băng giá. Thủ lĩnh của Bắc Hải Băng Cung là Đoàn Uy Chính, nổi tiếng với tuyệt chiêu Bách Băng Thần Chưởng và Địa Thủy Băng Phong

## Các game liên quan
Năm 2006, công ty phần mềm châu Á (Asiasoft Việt Nam) đã phát hành trò chơi trực tuyến "Hiệp khách giang hồ". Đây là sản phẩm được thiết kế bởi KRG & Mgame, Asiasoft mua bản quyền và phát hành tại Việt Nam. Asiasoft đã quyết định đóng cửa trò chơi vào ngày 31/1/2009.
Năm 2009, phần 2 của Hiệp khách giang hồ được công bố với tên Nhiệt huyết giang hồ .
Bối cảnh game Nhiệt huyết giang hồ 2 vẫn được dựng từ bộ truyện tranh kiếm hiệp cùng tên như ở phần một với sự đầu tư hơn về đồ họa.
Năm 2011, Dzogame phát hành lại game Hiệp Khách Giang Hồ của Asiasoft 